# Yung Joc

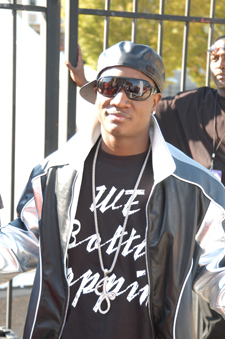
Yung Joc (2007)

Jasiel A. Robinson (Atlanta, 2 april 1983), bekend onder de naam Yung Joc, is een Amerikaanse rapper.

## Discografie
- New Joc City (2006) - album met de singles:
  - It's Goin' Down (feat. Nitti)
  - I Know You See It (feat. Ms. B.)
  - First Time (feat. Marques Houston & Trey Songz)
- Joc Of Spades (2006) - mixtape
- Hustlenomics (2007) - album met de single:
  - Coffee Shop (feat. Gorilla Zoe)

Yung Joc werkte daarnaast mee aan de singles:
- I Love You (Cheri Dennis featuring Jim Jones & Yung Joc) (2006)
- Show Stopper (Danity Kane featuring Yung Joc) (2006)
- Zoom (Lil Boosie featuring Yung Joc) (2006)
- In the Hood (Trae featuring Yung Joc & Big Pokey) (2006)
- Buy U a Drank (Shawty Snappin') (T-Pain featuring Yung Joc) (2007)
- Beep (Bobby Valentino featuring Yung Joc) (2008)
- Get Like Me (David Banner featuring Chris Brown & Yung Joc) (2008)